# Əmi Məmmədov
Əmi Ağa oğlu Məmmədov (ur. 1922 w Baku, zm. 26 marca 1944 w Mikołajowie) – radziecki marynarz odznaczony pośmiertnie Złotą Gwiazdą Bohatera Związku Radzieckiego (1945).

## Życiorys
Urodził się w azerskiej rodzinie robotniczej. Skończył 7 klas, później pracował jako ślusarz, a później szofer w przedsiębiorstwie naftowym, od 1942 służył w marynarce. Od grudnia 1942 uczestniczył w wojnie z Niemcami jako żołnierz piechoty morskiej Floty Czarnomorskiej, od maja 1943 w 384 batalionie piechoty morskiej. Jesienią 1943 brał udział w operacjach desantowych mających na celu wyzwolenie Taganroga, Mariupola i Osipienki (obecnie Berdiańsk), wyróżniając się odwagą. W marcu 1944 uczestniczył w desancie w rejonie Mikołajowa, podczas walk o miasto wraz z oddziałem piechoty morskiej odparł 18 ataków wroga, zadając Niemcom duże straty (kilkuset zabitych), jednak on sam zginął. 20 kwietnia 1945 otrzymał pośmiertnie tytuł Bohatera Związku Radzieckiego i Order Lenina.